# Stichopogon albellus
Stichopogon albellus là một loài ruồi trong họ Asilidae. Stichopogon albellus được Loew miêu tả năm 1856. Loài này phân bố ở vùng Cổ Bắc giới.